# Tettigoniophaga vanini
Tettigoniophaga vanini là một loài ruồi trong họ Tachinidae.